# Nana Oforiatta Ayim
Nana Oforiatta Ayim es una escritora, historiadora del arte y cineasta ghanesa.

## Fondo
Nana Ofosuaa Oforiatta Ayim se crio en Alemania, Inglaterra y su país de origen es Ghana. Estudió ruso y política en la Universidad de Bristol y luego trabajó en el Departamento de Asuntos Políticos de las Naciones Unidas en Nueva York. Completó su maestría en Historia del Arte Africano en la Universidad SOAS de Londres .
Oforiatta Ayim proviene de una familia política en Ghana, los Ofori-Attas, cuyo poder abarca tanto lo tradicional como lo moderno. Su abuelo materno fue Nana Sir Ofori Atta I, el renombrado rey de Akyem Abuakwa, aclamado como el Luis XIV de África, y su tío abuelo fue JB Danquah, el erudito y político que le dio a Ghana su nombre y comenzó el partido político que logró la Independencia.

## Escritura
Su primera novela, The God Child, fue publicada por Bloomsbury Publishing en el Reino Unido en 2019, en EE. UU. en 2020 y por Penguin Random House en Alemania en 2021. La escritora Ayesha Harruna Attah describe el libro como un "debut expansivo y contemplativo, los temas del arte, la historia, la literatura, el cine y el legado se entremezclan con la mayoría de edad de Maya"  En el New York Times, Tope Folarin escribe: "Esta es una historia que está obsesionada con las historias; de hecho, 'The God Child' podría describirse como una serie de ficciones cortas nítidamente dibujadas, cada una de las cuales tiene sus propias consecuencias,  conectada sólo de manera superficial a las demás. Las migraciones de Kojo y Maya finalmente los llevan de regreso a Ghana, donde esperan encontrar el material que necesitan para completar su historia, que estuvo años escribiendo. Una historia que, como esta, iluminará la historia de Ghana; una historia que sacará algo completo de las partes rotas de sus vidas". En The Guardian, Sarah Ladipo Manyika escribe: "Hasta la fecha, solo hay unas pocas obras de ficción que exploran la experiencia africana dentro de Europa continental y solo unas pocas abordan la experiencia afro-alemana, por lo que el libro de Ayim es importante para ayudar a llenar esta brecha. Mientras escuchamos a Maya reflexionar sobre la idea de Weltliteratur de Goethe y reflexionar sobre cuán escasa es la literatura mundial, libros como The God Child tienen el potencial de enriquecerla y, en palabras de Berger, nos muestra nuevas formas de ver".

## Historia del Arte
Mientras investigaba para su maestría en Historia del Arte Africano, se dio cuenta de que todos los términos y conceptos utilizados para describir la expresión artística ghanesa eran occidentales. Su investigación de conceptos indígenas la llevó al Ayan, una forma de contar la historia en Ghana; y el Afahye, una exposición histórica o modelo Gesamtkunstwerk . Comenzó a incorporarlos en sus escritos sobre narrativas culturales, historias e instituciones en África. Habla regularmente sobre nuevos modelos de conocimiento y de museos, e ideó un curso sobre esto para la Architectural Association School of Architecture .
En una entrevista con el Financial Times, Ayim dijo: "A veces parece que todo sucede en la diáspora. Eso es importante y es parte de lo que somos. Pero ahora tenemos que centrarnos en la evolución del trabajo dentro de nuestro continente". Ella es la fundadora del Instituto ANO de Artes y Conocimiento en Acra, y ha dicho que "al igual que muchas personas involucradas en el trabajo creativo en Ghana y otras partes de África, parece que no es suficiente para nosotros producir, pero que tenemos que proporcionar el contexto y los paradigmas para esa producción".
Con este fin, creó una Enciclopedia cultural panafricana. The New York Times  escribe: "La enciclopedia consistirá en una plataforma de Internet de código abierto para documentar las artes y la cultura africanas pasadas, presentes y futuras (comenzando con Ghana) y finalmente se publicará en 54 volúmenes, uno para cada país. . Una empresa ambiciosa, la Enciclopedia cultural tiene como objetivo cambiar las percepciones del continente y ayudar a aliviar la frustración de los productores culturales africanos preocupados porque sus ricas historias se han perdido u olvidado durante décadas porque carecen de buenos archivos".
También ha creado un nuevo tipo de Museo Móvil . En The Guardian, Charlotte Jansen escribe: "Ayim dijo que comenzó a reflexionar sobre el modelo de museo en África mientras trabajaba en el Museo Británico. Impresionada por la diferencia entre los objetos africanos que se encontraban en las vitrinas del Reino Unido y la forma en que se usaban activamente en festivales en su país, comenzó a pensar en cómo se podía preservar la cultura material y presentarla de una manera más acorde con las tradiciones locales. " Ella está utilizando la investigación recopilada a través del Museo Móvil para ayudar a crear un nuevo tipo de modelo de museo para el Gobierno de Ghana que, escribe en The Art Newspaper, "honra y tiene en cuenta los muchos espíritus de nuestras comunidades, nuestro medio ambiente y nuestros objetos, tanto en casa como a devolver. Una estructura que permitirá narrativas e intercambios con y entre otras partes del mundo, en igualdad de condiciones".
Después de desarrollar las narrativas y  los primeros espectáculos institucionales de varios artistas ghaneses, incluidos James Barnor, Felicia Ansah Abban e Ibrahim Mahama, organizó la muy aclamada Exposición de Ghana Libre como el primer pabellón de Ghana en la Bienal de Venecia de 2019. El pabellón fue uno de los más esperados de la Bienal, y varios periodistas nombraron el pabellón como un "triunfo" y punto culminante de la Bienal, particularmente en homenaje a sus bases culturales tanto en el país como en la diáspora. The Art Newspaper escribió que "un sentido palpable de orgullo" impregnaba el pabellón. Charlotte Higgins de The Guardian escribió que el pabellón marcó un cambio sutil en el equilibrio a medida que los pabellones nacionales africanos comienzan a disputar el dominio histórico de los pabellones europeos en la Bienal, una historia entrelazada con el colonialismo.

## Películas
Nana Oforiatta Ayim se convirtió en cineasta después de trabajar con el economista Thi Minh Ngo y el cineasta Chris Marker en una nueva traducción de su película de 1954 Las estatuas también mueren . Sus películas son una mezcla de ficción, ensayo de viaje y documental y se han exhibido en museos de todo el mundo. Estos incluyen Nowhere Else But Here en The New Museum, Tied and True en Tate Modern, Jubilee en Kunsthall Stavanger, y Agbako en el condado de Los Ángeles . Museo de Arte (LACMA).

## Premios y honores
Oforiatta Ayim recibió el Premio de Arte y Tecnología 2015 de LACMA y el Premio AIR 2016, que "busca honrar y celebrar a los artistas africanos extraordinarios que están comprometidos con la producción de obras provocativas, innovadoras y socialmente atractivas". Fue nombrada una de las "40 menores de 40 años" de Apollo, como "una de las personas jóvenes más talentosas e inspiradoras que impulsan el mundo del arte actual", una innovadora de Quartz Africa, por "encontrar nuevos enfoques y principios para abordar muchos de los desafíos intratables que enfrenta el continente", una de las 50 pioneras africanas de The Africa Report, una de las 12 mujeres africanas que hicieron historia en 2016 y una de las 100 mujeres "construyendo infraestructura, tanto literal como metafóricamente, para las generaciones futuras en África y en la diáspora" en 2020 por OkayAfrica . Fue becaria visitante del Sur Global en la Universidad de Oxford . y es miembro del Consejo Asesor de la universidad. Recibió el Premio a la Innovación de Ghana en 2020 y el Premio Mujer del Año en Ghana en 2021. En 2022 fue galardonada con el Premio Dan David .